# Visual FoxPro

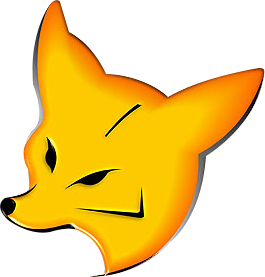
Logo cho Visual FoxPro

Visual FoxPro là một công-cụ phát-triển và ngôn-ngữ lập-trình (Development tools and languages), nó sử dụng ngôn ngữ lập-trình hướng-đối-tượng (oop: object-oriented programming) của Microsoft. Được phát triển từ FoxPro (có nguồn gốc từ FoxBASE – bắt đầu phát triển từ 1984 bởi Fox Technologies, sử dụng phong-cách lập-trình theo thủ-tục (programming in the procedural style)). Phiên bản cuối cùng của FoxPro (2.6) làm việc trên Mac OS, MS-DOS, Windows và Unix. Visual FoxPro 3.0 là phiên bản "Visual" đầu tiên, có thể chạy trong Mac và Windows, các phiên bản sau chỉ dùng trong Windows.
Visual FoxPro, ký hiệu vắn tắt là VFP, là một hệ quản trị cơ sở dữ liệu (Database Management System -DBMS) trực quan. Nó không chỉ là một hệ DBMS mà còn là một ngôn ngữ lập trình có triển vọng. Nó có thể được dùng để viết cả các ứng dụng web.
Tháng 12 năm 2005, VFP đã lọt vào top 20 trong TIOBE's Programming Community Index, và tháng 8 năm 2006 nó ở vị trí 14, được coi như một ngôn ngữ hạng "A".
| Phiên bản      | VFP 6.0 | VFP 7.0          | VFP 8.0          | VFP 9.0          |
| -------------- | ------- | ---------------- | ---------------- | ---------------- |
| Windows NT 4.0 | Được    | Được             | Không được       | Không được       |
| Windows 95     | Được    | Chỉ khi thi hành | Không được       | Không được       |
| Windows 98     | Được    | Được             | Chỉ khi thi hành | Chỉ khi thi hành |
| Windows ME     | Được    | Được             | Chỉ khi thi hành | Chỉ khi thi hành |
| Windows 2000   | Được    | Được             | Được             | Được             |
| Windows XP     | Được    | Được             | Được             | Được             |
| Windows 2003   | Được    | Được             | Được             | Được             |
| Windows Vista  | Được    | Được             | Được             | Được             |

## Các ưu/nhược điểm khi sử dụng foxpro
+ Ứng dụng biên-dịch bởi VFP có thể chạy trong Windows mà không cần cài đặt (install), tuy nhiên phải chứa các file thư-viện hỗ-trợ lúc-chạy (run-time support library) tùy theo version của VFP và Windows.
+ Là một hệ biên-dịch (compiled), do đó cho phép lập trình viên mềm dẻo trong xử lý mã: chương trình có thể hoạt động với các mã do nó tự sinh ra trong quá trình chạy
+ Dễ tách ứng dụng thành nhiều mô-đun và do đó có thể dễ dàng nâng cấp sửa đổi.
+ Visual Foxpro version trước 9 sẽ không hỗ trợ trực-tiếp mã Unicode, VFP9 có hỗ trợ trực tiếp mã Unicode tùy theo cài đặt trên Windows version nào (Ví dụ: WIndows Xp/Vista với VFP9 có hỗ trợ chữ việt Unicode theo Tiêu chuẩn 6909 phần tổ-hợp (composed hay đúng ra là Windows-1258). 
VFP hỗ trợ gián-tiếp Unicode thông qua trình duyệt web khi viết các ứng dụng web.